# Пахикарпин
Пахикарпин (лат. Pachycarpinum) — алкалоид, содержащийся в растении софора толстоплодная (Sophora pachycarpa С. А. М.), сем. бобовых (Leguminosae); содержится также в Thermopsis lanceolata R. Br. и других растениях. Используется в медицине как ганглиоблокатор.
Синонимы: d-Спартеина гидройодид, лат. Pachycarpinum hydroiodicum.

## Общая информация
В медицинской практике применяют пахикарпина гидройодид (Pachicarpini hydroiodidum).
Белый кристаллический порошок горького вкуса. Растворим в воде (1:30), растворы для инъекций стерилизуют при температуре +100 °C в течение 30 мин; рН 3 % раствора 6,7—7,6.
Пахикарпин является двутретичным основанием: в отличие от бензогексония и аналогичных по строению препаратов пахикарпин не содержит четвертичных атомов азота («ониевых групп»); вместе с тем пахикарпин, подобно этим соединениям, обладает способностью блокировать вегетативные ганглии. Пахикарпин в этом отношении менее активен, однако он удобен для применения внутрь, так как легко всасывается из желудочно-кишечного тракта.
Применяют пахикарпин в качестве ганглиоблокатора главным образом при спазмах периферических сосудов, а также при ганглионитах. Пахикарпин улучшает функцию мышц при миопатии.
Назначают внутрь (до еды), подкожно и внутримышечно. При облитерирующем эндартериите дают внутрь по 0,05—0,1 г 2—3 раза в день. Лечение проводят в течение 3—6 нед. Через 2—3 мес курс лечения при обострении процесса можно повторить. При ганглионитах назначают внутрь по 0,05—0,1 г 2 раза в день в течение 10—15 дней. При миопатии назначают внутрь по 0,1 г 2 раза в день в течение 40—50 дней. Курс лечения повторяют 2—3 раза через 1—2—3 мес.
Одной из важных особенностей пахикарпина является его способность повышать тонус и усиливать сокращение мускулатуры матки. В связи с этим пахикарпин относительно широко применяли для усиления родовой деятельности при слабости родовых схваток и при раннем отхождении вод, а также при слабости потуг. Препарат в отличие от питуитрина не вызывает повышения артериального давления и может назначаться роженицам, страдающим гипертонической болезнью.
В последние годы в связи с появлением более эффективных препаратов пахикарпином для этих целей пользуются относительно редко.
В случае применения пахикарпина для стимулирования родовой деятельности его назначают внутримышечно или подкожно по 2—4 мл 3 % раствора (реже внутрь по 0,1—0,15 г на приём); через 1—2 ч препарат можно ввести повторно. Стимулирующее действие начинает проявляться через 5—30 мин после введения пахикарпина. Для большей эффективности можно назначать одновременно внутрь хинин по 0,2 г каждые 30 мин (всего 4 раза). При субинволюции матки в послеродовом периоде дают пахикарпин внутрь по 0,1 г 2—3 раза в день.
Высшие дозы для взрослых внутрь: разовая 0,2 г, суточная 0,6 г; под кожу: разовая 0,15 г (5 мл 3 % раствора), суточная 0,45 г (15 мл 3 % раствора).
Отпуск препарата должен производиться только по рецепту врача. Приём пахикарпина в больших дозах не по назначению врача (для прерывания беременности) может вызвать токсические явления вплоть до тяжёлых отравлений. Первая помощь при отравлениях: промывание желудка, искусственное дыхание, внутривенное введение изотонического раствора натрия хлорида или глюкозы, ингаляция кислорода, введение сердечно-сосудистых средств.

## Противопоказания
Пахикарпин противопоказан при беременности, нарушении функции печени и почек, при стенокардии и выраженных расстройствах сердечной деятельности.

## В литературе
Упоминается в книге судебно-медицинского эксперта Андрея Ломачинского "Вынос мозга". Автор описывается случай криминального аборта при помощи передозировки пахикарпином.